# FK Voždovac Belgrado
FK Voždovac Belgrado (Servisch: ФК Вождовац) is een Servische voetbalclub uit de hoofdstad Belgrado.
De club werd in 2005 opgericht na een fusie van Zeleznik Belgrado en Voždovac Belgrado. Zeleznik werd in 1930 opgericht en speelde in de lagere klassen. Na de verbrokkeling van Joegoslavië klom de club langzaam op en speelde acht seizoenen in de hoogste klasse. Na financiële problemen besloot de club na het seizoen 2004/05, dat wel met bekerwinst werd afgesloten, te fuseren met Voždovac uit de 2de klasse. De fusie wierp vruchten af want de club eindigde knap 3de in het eerste seizoen.
In het eerste seizoen van het onafhankelijke Servië werd de club voorlaatste en degradeerde. In 2013 keerde de club terug nadat FK Hajduk Kula zich terugtrok uit de competitie. 

## Erelijst
- Beker van Servië & Montenegro

2005

## Europese wedstrijden
#Q = #kwalificatieronde, T/U = Thuis/Uit, W = Wedstrijd, PUC = punten UEFA coëfficiënten .
Uitslagen vanuit gezichtspunt Zeleznik Belgrado
| Seizoen | Competitie | Ronde | Land              | Club             | Totaalscore | 1e W    | 2e W    | PUC |
| ------- | ---------- | ----- | ----------------- | ---------------- | ----------- | ------- | ------- | --- |
| 2004/05 | UEFA Cup   | 2Q    | Vlag van Roemenië | Steaua Boekarest | 4-5         | 2-4 (U) | 2-1 (T) | 1.0 |

Totaal aantal punten voor UEFA coëfficiënten: 1.0
Zie ook
- Deelnemers UEFA-toernooien Servië
- Ranglijst van alle clubs die in de diverse Europa Cups zijn uitgekomen

## Bekende (ex-)spelers
- Milan Jovanovic
- Slobodan Slović
- Milutin Šoškić
- Predrag Dinčić
- Stefan Babović

Borac ·
Dubočica ·
Grafičar · 
Inđija ·
Javor-Matis ·
Mačva Šabac ·
Mladost GAT ·
Radnički Sremska Mitrovica ·
Radnik Surdulica · 
Sloboda ·
Sloven Ruma ·
Smederevo ·
Trayal Kruševac ·
Voždovac ·
Vršac ·
Zemun